# FIA European Truck Racing Championship
Il FIA European Truck racing Championship è un campionato a livello europeo che prevede le corse con trattori stradali. I mezzi sono derivati da quelli di serie con un peso medio di 5000 kg. Anche i motori sono derivati da quelli di serie ma sono sovralimentati. Possono avere un massimo di 13000 centimetri cubici di cilindrata e hanno intorno ai 1100 cv di potenza a poco più di 1000 giri al minuto.

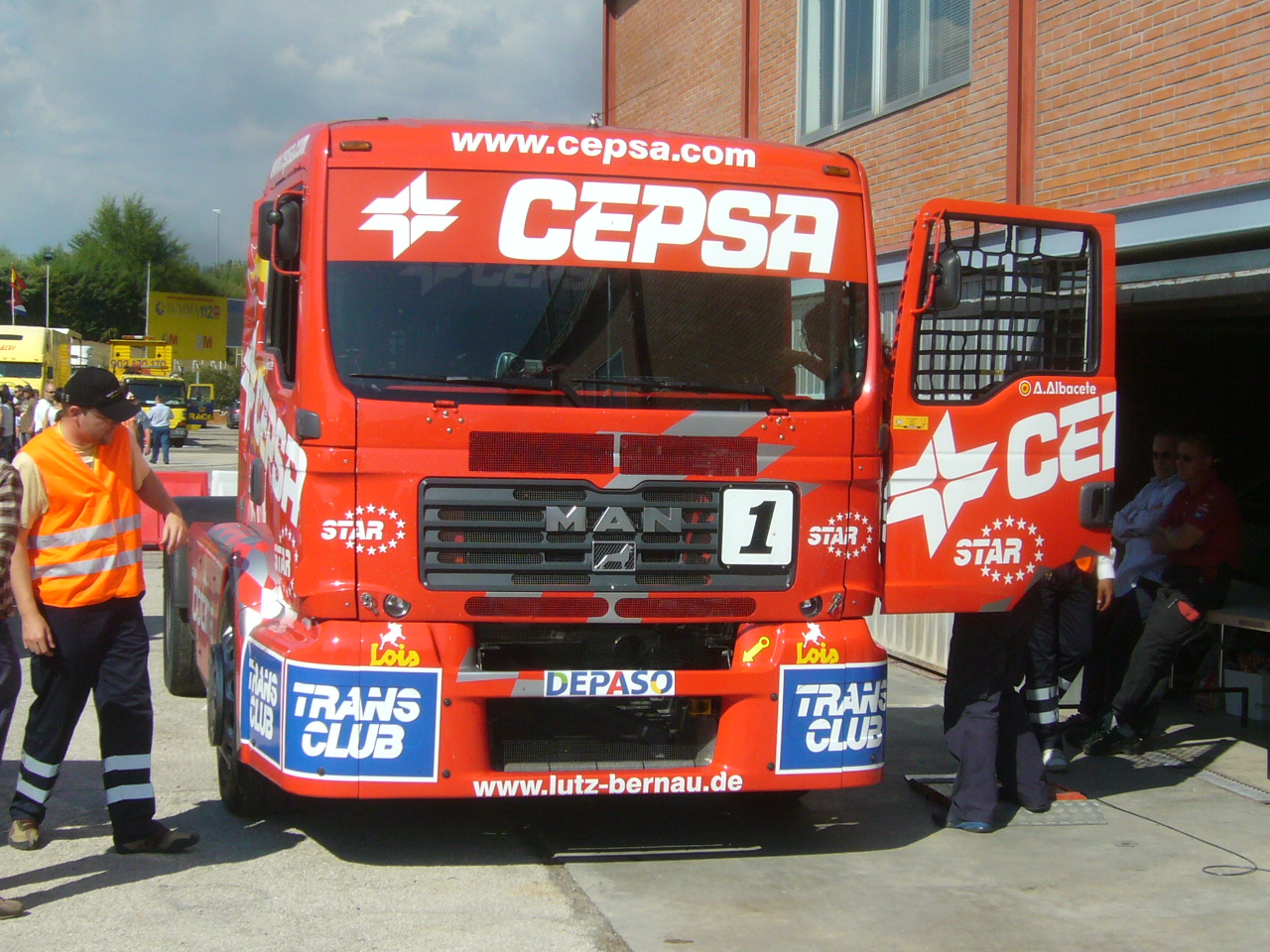
Autocarro della European Truck Racing Cup

I camion del campionato europeo sono tutti autolimitati a 160 km/h, a differenza della Fórmula Truck brasiliana in cui i camion non sono derivati da quelli di serie e raggiungono la velocità di 250 km/h. I camion sono dotati di un cambio a dodici rapporti e di cabine dotate di roll-bar (barre anti-ribaltamento) per evitare che la cabina si schiacci in caso di incidenti gravi. Il camion non deve essere più alto di 2,5 metri per evitare ribaltamenti ma anche per maggiori performance.
La prima edizione è del 1985 e prevedeva la suddivisione in tre classi (A, B e C) in base a massa e cilindrata; dal 1994 al 2005 il campionato ha due classi, Super-Race-Trucks e Race-Trucks, finché la prima non viene soppressa dal 2006 per ridurre i costi (e la velocità), da questo momento il campionato prende il nome attuale.
Tra i circuiti storici si ricordano il Nürburgring, Misano e Nogaro.

## Albo d'oro

### 1985–1993
| Stagione | Classe A       | Classe A             | Classe B          | Classe B               | Classe C       | Classe C             |
| -------- | -------------- | -------------------- | ----------------- | ---------------------- | -------------- | -------------------- |
| 1985     | Rod Chapman    | Ford Cargo           | Richard Walker    | Leyland                | Yves Barrat    | Renault              |
| 1986     | Mel Lindsay    | Leyland Roadtrain    | Slim Borgudd      | Volvo White            | Curt Göransson | Volvo N12            |
| 1987     | Rod Chapman    | Ford Cargo           | George Allen      | Volvo White            | Slim Borgudd   | Volvo White          |
| 1988     | Gérard Cuynet  | Ford Cargo           | Curt Göransson    | Volvo N12              | Rolf Björk     | Scania T-143M        |
| 1989     | Rod Chapman    | Volvo N12            | Curt Göransson    | Volvo N12              | Thomas Hegmann | Mercedes-Benz 1450-S |
| 1990     | Axel Hegmann   | Mercedes-Benz        | Curt Göransson    | Volvo N12              | Steve Parrish  | Mercedes-Benz 1450   |
| 1991     | Richard Walker | Volvo White Aero     | Jokke Kallio      | Sisu SR 340            | Gerd Körber    | Phoenix MAN          |
| 1992     | Richard Walker | Volvo White Aero     | Jokke Kallio      | Sisu SR 340            | Steve Parrish  | Mercedes-Benz 1450-S |
| 1993     | Gérard Cuynet  | Mercedes-Benz 1733-S | Harri Luostarinen | Sisu SR 340 Revolution | Steve Parrish  | Mercedes-Benz 1450-S |

### 1994–2005 (FIA European Cups)
| Stagione | Super-Race-Trucks    | Super-Race-Trucks             | Race-Trucks       | Race-Trucks          |
| -------- | -------------------- | ----------------------------- | ----------------- | -------------------- |
| 1994     | Steve Parrish        | Mercedes-Benz 1834-S          | Boije Ovebrink    | Volvo NL12           |
| 1995     | Slim Borgudd         | Mercedes-Benz 1834-S          | Martin Koloc      | Sisu SR 340          |
| 1996     | Steve Parrish        | Mercedes-Benz 1834-S          | Martin Koloc      | Sisu SR 340          |
| 1997     | Harri Luostarinen    | Caterpillar TRD               | Heinz-Werner Lenz | Mercedes-Benz 1938-S |
| 1998     | Ludovic Faure        | Mercedes-Benz Atego Renntruck | Heinz-Werner Lenz | Mercedes-Benz 1938-S |
| 1999     | Fritz Kreutzpointner | MAN 18.423 FT                 | Heinz-Werner Lenz | Mercedes-Benz 1938-S |
| 2000     | Harri Luostarinen    | Caterpillar TRD               | Noël Crozier      | MAN 19.414           |
| 2001     | Fritz Kreutzpointner | MAN TR 1400                   | Lutz Bernau       | MAN 19.414           |
| 2002     | Gerd Körber          | Buggyra MK 002                | Egon Allgäuer     | MAN TGA              |
| 2003     | Gerd Körber          | Buggyra MK 002/B              | Lutz Bernau       | MAN TGA              |
| 2004     | Markus Oestreich     | VW Titan                      | Stuart Oliver     | MAN TGA              |
| 2005     | Ralf Druckenmüller   | VW Titan                      | Antonio Albacete  | MAN TGA              |

| Stagione | Super-Race-Trucks B | Super-Race-Trucks B |
| -------- | ------------------- | ------------------- |
| 2001     | Stan Matějovský     | Tatra               |

### Dal 2006 (FIA European Truck Racing Championships)
| Stagione | Pilota                                           | Autocarro                                        |
| -------- | ------------------------------------------------ | ------------------------------------------------ |
| 2006     | Antonio Albacete                                 | MAN TGA                                          |
| 2007     | Markus Bösiger                                   | Buggyra                                          |
| 2008     | David Vrsecky                                    | Buggyra                                          |
| 2009     | David Vrsecky                                    | Buggyra                                          |
| 2010     | Antonio Albacete                                 | MAN TGS                                          |
| 2011     | Jochen Hahn                                      | MAN TG                                           |
| 2012     | Jochen Hahn                                      | MAN TG                                           |
| 2013     | Jochen Hahn                                      | MAN TGS                                          |
| 2014     | Norbert Kiss                                     | MAN                                              |
| 2015     | Norbert Kiss                                     | MAN                                              |
| 2016     | Jochen Hahn                                      | MAN TGS                                          |
| 2017     | Adam Lacko                                       | Buggyra                                          |
| 2018     | Jochen Hahn                                      | Iveco Stralis                                    |
| 2019     | Jochen Hahn                                      | Iveco Stralis                                    |
| 2020     | Non assegnati a causa della Pandemia di COVID-19 | Non assegnati a causa della Pandemia di COVID-19 |
| 2021     | Norbert Kiss                                     | MAN                                              |
| 2022     | Norbert Kiss                                     | MAN                                              |
| 2023     | Norbert Kiss                                     | MAN                                              |
| 2024     | Norbert Kiss                                     | MAN                                              |

### Goodyear Truck Cup
Dal 2017, la serie ha iniziato a correre la Goodyear Truck Cup all'interno del normale campionato piloti. La competizione è riservata ai piloti che hanno ottenuto la classificazione "Chrome" dall'ente sanzionatorio; i piloti sono considerati "Chrome" a meno che le loro prestazioni passate non meritino il grado di "Titan".
| Stagione | Pilota                                           | Autocarro                                        |
| -------- | ------------------------------------------------ | ------------------------------------------------ |
| 2017     | José Rodrigues                                   | MAN                                              |
| 2018     | Shane Brereton                                   | MAN                                              |
| 2019     | Oliver Janes                                     | Freightliner                                     |
| 2020     | Non assegnati a causa della Pandemia di COVID-19 | Non assegnati a causa della Pandemia di COVID-19 |
| 2021     | Shane Brereton                                   | MAN                                              |
| 2022     | Téo Calvet                                       | Freightliner                                     |
| 2023     | José Eduardo Rodrigues                           | MAN                                              |
| 2024     | José Eduardo Rodrigues                           | MAN                                              |

## ADAC Mitterlrhein Cup
La Mitterlrhein Cup è un campionato che si svolge tra Francia e Germania. Il regolamento per la preparazione dei camion è lo stesso e le gare si svolgono su 6 circuiti.